# Гупалюк Юрій Ігорович
Ю́рій І́горович Гупалю́к (1991) — український військовик, полковник Збройних сил України. Командир 156-ї окремої механізованої бригади (з 2025).
Колишній командир 33-ї окремої механізованої бригади (2024—2025).

## Бойовий шлях
З квітня 2014 року брав участь в охороні та обороні територіальної цілісності й недоторканості України. Був задіяний у боях за Слов'янськ, брав участь у рейді, боях за Ясинувату, 32-й блок-пост, за шахту Бутівка, Дебальцеве. Під час оборонних дій на околицях Авдіївки зазнав поранення.
Надалі — капітан, заступник командира 13-го окремого десантно-штурмового батальйону.
З 2024 року — командир 33-ї окремої механізованої бригади у званні полковника. У лютому 2025 року звільнений від командування 33 ОМБр.
З 2025 року — командир 156-ї окремої механізованої бригади.

## Нагороди
- 31 жовтня 2014 року за особисту мужність і героїзм, виявлені у захисті державного суверенітету та територіальної цілісності України, вірність військовій присязі під час російсько-української війни, лейтенант Гупалюк відзначений — нагороджений орденом Богдана Хмельницького III ступеня.
- медаль «Захиснику Вітчизни» — Указ Президента України № 480/2015 від 20.08.2015.